# Uranotaenia solomonis
Uranotaenia solomonis är en tvåvingeart som beskrevs av John Nicholas Belkin 1953. Uranotaenia solomonis ingår i släktet Uranotaenia och familjen stickmyggor. Inga underarter finns listade i Catalogue of Life.